# Rhanidophora ridens
Rhanidophora ridens là một loài bướm đêm trong họ Noctuidae.